# Мешающий параметр
Мешающий параметр в статистике — это параметр, который не определён, но который необходимо учитывать при проверке гипотез для интересующих нас параметров.
Классический пример мешающего параметра встречается в нормальном распределении, которое принадлежит сдвигово-масштабному семейству. Зачастую дисперсия {\displaystyle \sigma ^{2}} не указана или неизвестна, но она нужна для проверки статистических тестов о среднем. Другим примером является линейная регрессия с неизвестной дисперсией в объясняющей (независимой) переменной (см. объясняющая переменная (англ.)): её дисперсия это мешающий параметр, который должен быть учтён при вычислении интервальных оценок наклона регрессии, p-значения, тестирования статистических гипотез о значении наклона регрессии (см. эффект ослабления регрессии).
Зачастую мешающие параметры являются параметрами масштаба, но не всегда. Например, в моделях с ошибками в переменных, мешающими параметрами являются неизвестные истинные значения каждого наблюдения. Параметр перестаёт быть мешающим, если он становится объектом изучения, может быть оценён по данным или известен.

## Теоретическая статистика
В теоретической статистике, в частотном и байесовском подходах обработка мешающих параметров в целом схожа. Основная идея заключается в попытке разложить функцию правдоподобия на составляющие, отображающие информацию о интересующих параметрах и информацию о других (мешающих) параметрах. Это может включать достаточную статистику и вспомогательную статистику. Если такое разделение возможно получить, то можно попытаться провести байесовский анализ интересующих параметров, определяя их совместное апостериорное распределение алгебраически. В частотной теории такое разделение позволяет разработать общие методы оценки в присутствии мешающих параметрах. Если разделение получить невозможно, то можно попробовать проанализировать приближённое разделение. 
В некоторых отдельных случаях возможно сформулировать методы, которые обходят наличие мешающих параметров. t-критерий Стьюдента часто используется на практике, поскольку статистика критерия зависит от выборочной дисперсии, но не зависит от неизвестной дисперсии распределения. Это тот случай, где применима центральная статистика. Однако не для всех случаев известен такой обход.

## Практическая статистика
На практике, частотный и байесовский подходы анализа мешающих параметров несколько различны. 
В частотном анализе общий подход может основываться на критериях (тестах) отношения максимумов правдоподобий. Так получаем и критерии значимости, и доверительные интервалы для интересующих параметров, которые приблизительно корректны для средних и больших выборок и учитывают наличие мешающих параметром. Смотри 
для общего представления и 
про идентификацию параметров в линейных динамических моделях (т.е. в пространстве состояний).
В баесовском анализе общий применимый подход создать случайные выборки из совместного апостериорного распределения всех параметров, см. Марковская цепь Монте-Карло. С помощью совместного распределение только интересующие параметры могут быть найдены с помощью маргинализации по мешающим параметрам. Впрочем, этот подход  не всегда вычислительно-эффективный и некоторые или все мешающие параметры могут быть устранены используя теоретическое основание.